# Església vella de Sant Andreu de Vallgorguina
L'Església vella de Sant Andreu de Vallgorguina és una obra del municipi de Vallgorguina (Vallès Oriental) inclosa en l'Inventari del Patrimoni Arquitectònic de Catalunya.

## Descripció
Es tracta d'un edifici religiós d'una sola nau, allargada i amb contraforts. A la cantonada de ponent de la façana principal hi ha un cos mig enrunat que correspon al campanar. La façana té un portal d'entrada, actualment tapiat, d'arc escarser i dovellat. A sobre hi ha una fornícula que devia tenir la imatge d'un Sant. Més amunt hi ha un ull de bou.
Està abandonada i en ruïnes i tapada per la vegetació.

## Història
És un edifici documentat des de 1120. Més endavant fou una capella del cementiri i finalment restà abandonada sense cap mena d'activitat.
Està situada enmig del bosc dins una propietat del vessant nord de la Serra del Corredor. Molt a prop es troba la rectoria vella.
A la paret lateral, no hi ha els contraforts, hi ha afegit un cobert que serveix de magatzem de palla.